# Giorgio Ballati
Giorgio Ballati (Pistoia, 2 aprile 1946) è un ex ostacolista italiano specializzato nei 400 metri ostacoli.
Fu sei volte campione italiano in questa specialità; nel 1972 prese parte ai Giochi olimpici di Monaco di Baviera, ma fu eliminato durante le batterie di qualificazione. Nel 1975 fu medaglia di bronzo ai Giochi del Mediterraneo che si tennero ad Algeri.

## Palmarès
| Anno | Manifestazione          | Sede              | Evento                | Risultato     | Prestazione | Note  |
| ---- | ----------------------- | ----------------- | --------------------- | ------------- | ----------- | ----- |
| 1969 | Europei                 | Atene             | 400 metri ostacoli    | 8º            | 52"4        | [ 1 ] |
| 1971 | Europei                 | Helsinki          | 400 metri ostacoli    | elim. semif.  | 51"50       |       |
| 1972 | Giochi olimpici         | Monaco di Baviera | 400 metri ostacoli    | elim. qualif. | 50"90       |       |
| 1974 | Europei                 | Roma              | 400 metri ostacoli    | elim. qualif. | 51"47       |       |
| 1975 | Giochi del Mediterraneo | Algeri            | Staffetta 4×400 metri | Bronzo        | 3'06"72     |       |

## Campionati nazionali
- 6 volte Campioni italiani assoluti di atletica leggera - 400 metri ostacoli maschili (1971, 1972, 1974, 1975, 1978, 1980)

1971
- Oro ai campionati italiani assoluti di atletica leggera, 400 metri ostacoli - 50"8

1972
- Oro ai campionati italiani assoluti di atletica leggera, 400 metri ostacoli - 50"5

1974
- Oro ai campionati italiani assoluti di atletica leggera, 400 metri ostacoli - 50"25

1975
- Oro ai campionati italiani assoluti di atletica leggera, 400 metri ostacoli - 51"1

1978
- Oro ai campionati italiani assoluti di atletica leggera, 400 metri ostacoli - 50"68

1980
- Oro ai campionati italiani assoluti di atletica leggera, 400 metri ostacoli - 50"61